# Гарриет (фильм)
«Гарриет» (англ. Harriet) — американский кинофильм, историко-биографическая драма режиссёра Кейси Леммонс. Премьера фильма состоялась в сентябре 2019 года на Кинофестивале в Торонто.

## Сюжет
Фильм рассказывает о рабыне по имени Гарриет Табмен, которой удалось сбежать от своих хозяев и войти в историю Америки как одной из самых знаменитых борцов против рабства.

## В ролях
- Синтия Эриво — Минти Росс / Гарриет Табмен
- Лесли Одом мл. — Уильям Стилл[англ.]
- Джо Элвин — Гидеон Бродесс
- Кларк Питерс — Бен Росс, отец Гарриет
- Ванесса Белл Кэллоуэй — Рит Росс, мать Гарриет
- Омар Дж. Дорси — Bigger Long
- Генри Хантер Холл — Уолтер
- Тим Гини — Томас Гарретт
- Ник Баста — Foxx
- Джозеф Ли Андерсон — Роберт Росс
- Антонио Дж. Белл — Генри Росс
- Жанель Монэ — Мари Бьюкенон
- Закари Момо — Джон Тубман
- Тори Киттлз — Фредерик Дуглас
- Дженнифер Неттлз — Элиза Бродесс
- Вонди Кёртис-Холл — преподобный Грин
- Дебора Айоринде — Рэйчел Росс

## Награды и номинации
| Премия                              | Категория                             | Номинанты                                        | Итог      |
| ----------------------------------- | ------------------------------------- | ------------------------------------------------ | --------- |
| «Оскар»-2020                        | Лучшая актриса                        | Синтия Эриво                                     | Номинация |
| «Оскар»-2020                        | Лучшая песня к фильму                 | Stand Up — Джошуа Брайан Кэмпбелл и Синтия Эриво | Номинация |
| «Золотой глобус»-2020               | Лучшая актриса в драматическом фильме | Синтия Эриво                                     | Номинация |
| «Золотой глобус»-2020               | Лучшая песня                          | Stand Up — Джошуа Брайан Кэмпбелл, Синтия Эриво  | Номинация |
| Премия Гильдии киноактёров США-2020 | Лучшая женская роль                   | Синтия Эриво                                     | Номинация |
| «Спутник»-2020                      | Лучшая актриса в драматическом фильме | Синтия Эриво                                     | Номинация |
| «Спутник»-2020                      | Лучший оригинальный саундтрек         | Теренс Бланшар                                   | Номинация |
| Hollywood Film Awards-2019          | Hollywood Breakout Actress Award      | Синтия Эриво                                     | Победа    |